# 마거릿 퀄리
마거릿 퀄리(영어: Margaret Qualley, 1994년 10월 23일 ~ )는 미국의 배우, 댄서, 모델이다. 배우 앤디 맥다월의 딸이다.

## 생애
1994년 미국 몬태나주에서 태어나 애슈빌에서 성장했다. 배우 앤디 맥다월과 배우 겸 모델 폴 퀄리의 딸이다. 언니 레이니 역시 가수, 댄서, 모델이다.
언니와 함께 어릴 적부터 상류층 사교계를 접했으며 파리 발 데 데뷔탕트스에서 데뷔했다. 미국 발레 극장에서 발레리나 트레이닝을 받았고, 뉴욕 프랜치 아카데미를 다녔다. 17살 때, 제안에 따라 노스 캐롤리나 댄스 극장의 연습생이 되었고 진로를 연기로 바꿨다. 런던에 있는 왕립연극학교를 다녔다.

## 경력

### 모델
16살이었던 2011년, 뉴욕 패션 위크에서 모델로 데뷔해 알베르타 페레티 무대에 섰다. 현재 IMG 모델스와 계약을 맺은 상태이다.

### 연기
2013년 영화 《팔로 알토》에서 단역으로 영화에 처음 등장했다. 2013년 6월, HBO 드라마 《레프트오버》에 캐스팅됐다. 2017년 개봉 예정 헐리우드 판 영화 《데스 노트》의 "미아 서튼" 역에 캐스팅 됐다.

## 사생활
2014년 6월부터 뉴욕 대학교를 다니고 있다.

## 사건

### 넥슨 클로저스 성우 교체 논란 관련 발언
2016년 7월 30일, 본인의 인스타그램에 "GIRLS DO NOT NEED A PRINCE" 문구 이미지와 함께 짤막한 글을 올리며 넥슨 클로저스 성우 교체 논란에 관한 부정적인 의사를 보였다. 이 게시물은 한국의 여러 커뮤니티에 전파되었고, 이후 해당 인스타 게시물 댓글란은 한국 네티즌들 간 공방의 장이 되었다. 2016년 8월 2일, 해당 게시물은 마거릿의 인스타그램에서 삭제됐다.
```
"An actress is South Korea was fired for wearing a shirt with this RADICAL image. What the fuck. Girls do not need a prince. They do however need freedom of speech."
(한국의 한 여배우가 "급진적인" 문구가 적힌 셔츠를 입었다는 이유로 해고되었습니다. 여자들은 왕자가 필요 없습니다. 하지만 표현의 자유는 필요합니다.)
```

## 출연 작품

### 영화
| 연도 | 제목                          | 원제                          | 배역                          | 비고          |
| ---- | ----------------------------- | ----------------------------- | ----------------------------- | ------------- |
| 2013 | 팔로 알토                     | Palo Alto                     | 라켈                          |               |
| 2016 | 나이스 가이즈                 | The Nice Guys                 | 어밀리아 커트너               |               |
| 2016 | 켄조 월드                     | Kenzo World                   | 마거릿                        | 단편 프로모션 |
| 2016 | 드림 걸                       | Dream Girl                    | 노라                          | 단편 영화     |
| 2017 | 수녀 수련 기간                | Novitiate                     | 캐슬린 해리스 수녀            |               |
| 2017 | 시드니 홀의 실종              | The Vanishing of Sidney Hall  | 알렉산드라                    |               |
| 2017 | 데스노트                      | Death Note                    | 미아 서튼                     |               |
| 2018 |                               | Light Beings                  |                               | 단편 영화     |
| 2018 | 도니브룩                      | Donnybrook                    | 델리아 앵거스                 |               |
| 2019 | Io                            | IO                            | 샘 월든                       |               |
| 2019 | 네이티브 선                   | Native Son                    | 메리 돌턴                     |               |
| 2019 | 애덤                          | Adam                          | 케이시 프리먼                 |               |
| 2019 | 원스 어폰 어 타임 인 할리우드 | Once Upon a Time in Hollywood | 푸시캣                        |               |
| 2019 | 스트레인지 벗 트루            | Strange but True              | 멀리사 무디                   |               |
| 2019 | 세버그                        | Seberg                        | 리넷                          |               |
| 2020 | 마이 뉴욕 다이어리            | My Salinger Year              | 조애나                        |               |
| 2022 | 정오의 별                     | Stars at Noon                 | 트리시                        |               |
| 2023 | 가여운 것들                   | Poor Things                   | 펄리시티                      |               |
| 2024 | 드라이브어웨이 돌스           | Drive-Away Dolls              | 제이미 돕스                   |               |
| 2024 | 카인즈 오브 카인드니스        | Kind of Kindness              | 비비언 / 마사 / 루스 / 리베카 |               |
| 2024 | 서브스턴스                    | The Substance                 | 수 / 몬스트로 엘리사수        |               |
| 2025 | 블루문                        | Blue Moon                     |                               |               |
| 2025 | 허니 돈트!                    | Honey Don't!                  | 허니 오도너휴                 |               |
| 2025 | 해피 길모어 2                 | Happy Gilmore 2               |                               |               |
| 2026 | 도그 스타                     | The Dog Stars                 | 시마                          |               |

### 텔레비전 드라마
| 연도    | 제목        | 원제          | 배역      | 비고                 |
| ------- | ----------- | ------------- | --------- | -------------------- |
| 2014-17 | 레프트오버  | The Leftovers | 질 가비   | 에피소드 18회분 출연 |
| 2019    | 포시/버던   | Fosse/Verdon  | 앤 라잉킹 | 에피소드 5회분 출연  |
| 2021    | 조용한 희망 | Maid          | 알렉스    | 주연                 |